# Brandley Kuwas
Brandley Mack-Olien Kuwas (Hoorn, 19 september 1992) is een Curaçaos-Nederlands voetballer die doorgaans als vleugelspeler speelt. Hij verruilde Giresunspor in de zomer van 2024 voor FC Volendam, waar hij ook zijn debuut in het profvoetbal maakte. Kuwas maakte in 2017 zijn debuut als international voor het Curaçaos voetbalelftal. 

## Clubcarrière

### Jeugd
Kuwas begon bij Hellas Sport en speelde drie jaar in de jeugdopleiding bij AZ. Hij keerde terug bij Hellas Sport en maakte in 2009 de overstap naar het hoogste jeugdelftal van KFC. Hij speelde ook zaalvoetbal voor KZZ en The Counters. Vanaf 2010 kwam Kuwas voor het eerste elftal van KFC uit in de tweede klasse. In 2012 liep hij stage bij Heracles Almelo.

### FC Volendam
Medio 2012 verruilde Kuwas KFC voor FC Volendam, waarvoor hij op 12 augustus 2012 zijn debuut in het betaald voetbal maakte, tijdens een wedstrijd in de Eerste divisie tegen SC Cambuur. Op 16 december was hij in een 4-3 overwinning op Go Ahead Eagles goed voor twee goals en een assist. Het waren zijn eerste goals in het profvoetbal. Volendam behaalde dat seizoen de finale van de play-offs om promotie naar de Eredivisie, maar verloor daarin van Go Ahead. In totaal was Kuwas in zijn eerste seizoen goed voor zes goals en vier assists. Ook in zijn tweede seizoen was hij basisspeler.
In zijn derde seizoen bij Volendam beleefde hij zijn definitieve doorbraak. Hij kwam tot negen goals en zestien assists in alle competities, maar werd opnieuw in de finale van de play-offs om promotie, ditmaal tegen De Graafschap. Zelf zou hij na dat seizoen wel promoveren.

### Excelsior
Kuwas tekende in april 2015 namelijk een tweejarig contract bij Excelsior, dat hem daarmee per 1 juli 2015 vastlegde. Hij maakte op de eerste speeldag van het seizoen 2015/16 zijn debuut in de Eredivisie. Op 29 augustus was hij tegen De Graafschap goed voor een goal en een assists, zijn eersten voor Excelsior. Hij miste geen enkele wedstrijd voor Excelsior dit seizoen. Op de laatste speeldag verzekerde hij zich middels de vijftiende plaats van rechtstreeks lijfbehoud. Hij was goed voor vier goals en twee assists voor Excelsior.

### Heracles Almelo
Kuwas verruilde Excelsior op 23 mei 2016 voor Heracles Almelo, dat zich net via de play-offs had geplaatst voor de voorrondes van de Europa League. Hij tekende daar tot medio 2019, met een optie voor nog een seizoen. Hij maakte op 18 juli in de Europa League-kwalificatiewedstrijd tegen FC Arouca zijn debuut voor de club. Over twee wedstrijden was de Portugese club te sterk voor Kuwas en Heracles. Op 21 september scoorde Kuwas in de KNVB Beker tegen Excelsior Maassluis zijn eerste doelpunt voor de club. Eind oktober 2023 scoorde hij in zeven dagen tijd in drie achtereenvolgende wedstrijden telkens een goal, tegen Sc Heerenveen, VV UNA en Sparta Rotterdam. In zijn eerste seizoen kwam hij tot 37 wedstrijden, zeven goals en acht assists. 
Na zes goals en dertien assists in zijn tweede seizoen voor Heracles, beleefde het jaar erna zijn meest doelpuntrijke seizoen uit zijn carrière. Hij scoorde tien keer in de competitie en leverde ook nog elf assists. In drie seizoenen in Almelo kon Kuwas uitstekende cijfers overleggen: 23 goals en 34 assists in 106 wedstrijden.

### Verenigde Arabische Emiraten
Medio 2019 maakt Kuwas de overstap naar Al-Nasr uit de Verenigde Arabische Emiraten. Met zijn club won hij de UAE League Cup 2020. Hij speelde er anderhalf jaar en kwam er tot zes goals en elf assists. Halverwege zijn tweede seizoen in de Verenigde Arabische Emiraten werd hij verhuurd aan Al-Jazira, waar hij driemaal scoorde in twaalf wedstrijden.

### Maccabi Tel Aviv
In augustus 2021 verruilde Kuwas de Verenigde Arabische Emiraten voor Israël, om te gaan voetballen bij Maccabi Tel Aviv. Voor die club maakte hij onder meer zijn debuut in deConference League, waarin de club uiteindelijk in de tussenronde werd uitgeschakeld door PSV. Hij speelde 46 wedstrijden voor Maccabi Tel Aviv en kwam daarin tot vier goals en zes assists.

### Giresunspor
In september 2022 maakte hij de overstap naar het Turkse Giresunspor, dat uitkwam in de Süper Lig. Hij pendelde daar in zijn eerste seizoen tussen basis en bank en degradeerde aan het einde van het seizoen uit het hoogste Turkse niveau. Halverwege zijn tweede seizoen in Turkije, in december 2023, liet hij zijn contract ontbinden.

### Terug bij Volendam
Nadat hij al enige tijd meetrainde, werd hij op 6 september 2024 voor een seizoen vastgelegd door het net naar de Eerste divisie gedegradeerde FC Volendam, waar hij ook zijn carrière was begonnen. Na bijna negen jaar maakte hij 20 september 2024 zijn rentree voor de club. Kuwas speelde in de jaargang 2024/25 bijna alle wedstrijden mee en werd met zijn club kampioen van de Eerste divisie. In juli 2025 verlengde hij zijn aflopende contract tot medio 2026.

## Clubstatistieken
| Seizoen         | Club             | Competitie      | Competitie | Competitie | Beker | Beker | Internationaal | Internationaal | Overig | Overig | Totaal | Totaal |
| Seizoen         | Club             | Competitie      | Wed.       | Dlp.       | Wed.  | Dlp.  | Wed.           | Dlp.           | Wed.   | Dlp.   | Wed.   | Dlp.   |
| --------------- | ---------------- | --------------- | ---------- | ---------- | ----- | ----- | -------------- | -------------- | ------ | ------ | ------ | ------ |
| 2012/13         | FC Volendam      | Eerste divisie  | 32         | 5          | 1     | 0     | —              | —              | 4      | 1      | 37     | 6      |
| 2013/14         | FC Volendam      | Eerste divisie  | 34         | 2          | 1     | 0     | —              | —              | —      | —      | 35     | 2      |
| 2014/15         | FC Volendam      | Eerste divisie  | 37         | 8          | 3     | 0     | —              | —              | 4      | 1      | 44     | 9      |
| 2015/16         | Excelsior        | Eredivisie      | 34         | 4          | 2     | 0     | —              | —              | —      | —      | 36     | 4      |
| 2016/17         | Heracles Almelo  | Eredivisie      | 33         | 6          | 3     | 1     | 2              | 0              | —      | —      | 38     | 7      |
| 2017/18         | Heracles Almelo  | Eredivisie      | 30         | 5          | 2     | 0     | —              | —              | —      | —      | 32     | 5      |
| 2018/19         | Heracles Almelo  | Eredivisie      | 33         | 10         | 2     | 0     | —              | —              | —      | —      | 35     | 10     |
| 2019/20         | Al-Nasr          | UAE Pro League  | 19         | 3          | 0     | 0     | —              | —              | —      | —      | 19     | 3      |
| 2020/21         | Al-Nasr          | UAE Pro League  | 12         | 2          | 1     | 0     | —              | —              | —      | —      | 13     | 2      |
| 2020/21         | → Al-Jazira      | UAE Pro League  | 12         | 3          | 0     | 0     | —              | —              | —      | —      | 12     | 3      |
| 2021/22         | Maccabi Tel Aviv | Ligat Ha'Al     | 20         | 3          | 5     | 0     | 8              | 1              | 7      | 0      | 40     | 4      |
| 2022/23         | Maccabi Tel Aviv | Ligat Ha'Al     | 1          | 0          | 0     | 0     | 5              | 0              | —      | —      | 6      | 0      |
| 2022/23         | Giresunspor      | Süper Lig       | 27         | 1          | 3     | 0     | —              | —              | —      | —      | 30     | 1      |
| 2023/24         | Giresunspor      | 1. Lig          | 11         | 1          | 0     | 0     | —              | —              | —      | —      | 11     | 1      |
| 2024/25         | FC Volendam      | Eerste divisie  | 29         | 4          | 1     | 1     | —              | —              | —      | —      | 30     | 5      |
| Carrière totaal | Carrière totaal  | Carrière totaal | 364        | 57         | 24    | 2     | 15             | 1              | 15     | 2      | 418    | 62     |

## Interlandcarrière
Op 22 maart 2017 maakte Kuwas zijn debuut voor de nationale ploeg van Curaçao. Hij verzorgde in Willemstad de assist bij een doelpunt van Felitciano Zschusschen in een oefenwedstrijd tegen El Salvador (1-1). Kuwas was eerder in beeld bij het Nederlands elftal. Hij voerde in 2016 een gesprek met bondscoach Danny Blind, maar tot een selectie voor Oranje kwam het niet.
Op 11 september 2018 was hij tegen Grenada goed voor één goals en vijf assists in een 10-0 overwinning. 